# Tuinen van Agrippina
De Tuinen van Agrippina (Latijn:Horti Agrippinae) waren de privé-tuinen van Agrippina de Oudere op de westelijke oever van de Tiber in het Oude Rome. Deze tuinen lagen in het Vaticaanse veld, de plaats waar tegenwoordig de Sint-Pietersbasiliek is gebouwd, en strekten zich uit tot aan de rivier waar een terras met een porticus was gebouwd.
Haar zoon Caligula, die de tuinen zou erven, was een groot liefhebber van wagenrennen en bouwde in de tuinen een groot circus (circus Gai et Neronis). Nero liet na de Grote brand van Rome in 64, de eerste Christenen vervolgen en liet hen (vermoedelijk) executeren in deze tuinen en in het circus. Een van hen was de apostel Petrus, die in het circus werd gekruisigd. Na zijn dood werd hij begraven in de nabijgelegen necropolis aan de Via Cornelia. In de eeuwen daarna werd zijn tombe een bedevaartsplaats. In 324 liet Constantijn de Grote daarom de eerste Sint-Pietersbasiliek op het terrein van de Tuinen van Agrippina en het circus bouwen.

## Referentie
- S. Ball Platner, art. Horti Agrippinae, in S. Ball Platner - ed. rev. Ashby, T., A Topographical Dictionary of Ancient Rome, Londen, 1929, pp. 264‑265.